# Ашуба, Юрий Шаликович
Юрий Шаликович Ашуба (род. 17 октября 1958) — член Правительства Республики Абхазия; с 28 февраля 2005 по 24 февраля 2010 — Председатель Службы госбезопасности Республики Абхазия, генерал-майор.

## Биография
Родился 17 октября 1958 года.
Работал в Федеральной службе безопасности Российской Федерации.
С 2004 года занимал должность заместителя Председателя Службы государственной безопасности Абхазии.
28 февраля 2005 года указом президента Абхазии назначен Председателем Службы госбезопасности Республики Абхазия.
20 декабря 2007 года присвоено звание генерал-майора.
24 февраля 2010 года указом президента Абхазии уволен в запас и освобождён от должности Председателя Службы государственной безопасности Республики Абхазия на основании личного заявления.
Проживает в городе Видное Московской области.